# Mega Man ZX Advent
MegaMan ZX Advent, conocido en Japón como Rockman ZX Advent (ロックマンゼクスアドベント?), es un videojuego de acción y de plataformas, desarrollado por Inti Creates y publicado por Capcom el 2007. Advent es la secuela de la saga ZX, debido a que tiene lugar 5 años después de los eventos del primer Mega Man ZX.
En 2008, hubo un tercer proyecto, ZX"C", pero sin embargo fue cancelado silenciosamente.

## Cambios
- Al igual que su precuela, se ha mostrado gran cantidad de gráficos CGI y secuencias FMV.
- La versión norteamericana ahora incluye voces completas en inglés.[3]
  - Sin embargo, la versión europea contiene voces parciales en inglés e interfaz en 6 idiomas: japonés, inglés, alemán, francés, italiano y español. Las voces parciales japonesas pueden restaurarse hackeando la tarjeta DS.
- Se utiliza más la pantalla táctil, en donde, si no se usa los biometals H, F, P y L, muestra un minimapa completo y extendido, además de transformarse sin necesidad de presionar la tecla de transformación (por defecto: X).
- A diferencia de Aile y Vent, Grey y Ashe pueden atacar destransformados.
  - Sin embargo, no pueden atacar agachados, pueden moverse en la misma posisión y nadar.
- Se unifica todas las barras, creando la barra BM (puntos Biometal), que se recarga gradualmente.
  - Sin embargo, se ha eliminado el modo overdrive, pero tiene un GIGA ATTACK en el biometal A como compensación.
- Se ha modificado las batallas contra Pseudoroids: al eliminar cumpliendo una condición, se obtendrá una medalla. Son 24 en total, divididos en bronce, plata y oro.
  - Es posible obtener el biometal a, que se desbloquea al obtener todas las medallas.
  - Además, es posible enfrentarlos mediante misiones de "se busca Pseudoroid".

## Historia
Han pasado aproximadamente 5 años desde que el model W desapareció, supuestamente por el ataque de Mavericks que destruyeron el edificio de Slither inc., luego de ese acontecimiento, el Gobierno de la Federación, Legión, se estableció como una organización que ayuda a eliminar las distinciones entre humanos y Reploides dándole a los humanos implantes cibernéticos y dándole a los Reploides períodos de vida artificiales. Desde entonces, las dos poblaciones cooperan como una sola alrededor del mundo. Sin embargo, máquinas feroces conocidas como Mavericks todavía existen en áreas no seguras, y desafortunadamente mucha de la tecnología más poderosa del mundo se ha perdido en las ruinas de dichas áreas. Varias personas formaron la banda de los Hunters para buscar y desenterrar las cosas de valor en esas ruinas. Mientras tanto, aquellos que no querían unirse a los Hunters y conseguir los tesoros por su propia cuenta fueron denominados Raiders, y a menudo ambos bandos se enfrentan entre sí a causa de querer obtener los tesoros. Además, Aile y Vent perdieron sus biometales, recuperándose solo 2 de ellos.
Grey (グレイ Gurei?) es un niño Reploide que se encontraba en animación suspendida dentro de una cápsula en el Lab. Misterioso 1, encontrado por 2 Hunters antes de ser atacados por mechaniloids. Accidentalmente es despertado por un Hunter al recibir un disparo que rompió el vidrio de criogenia y luego es atacado por Pandora quien dice que está "defectuoso." Al escapar de ella y grey se encuentra con el robot gigante mas siglos antigüedad en la catarata y luego cuando el robot gigante fue vencido por grey y el se cae en la catarata, Grey despierta en el campamento Legión y se une a los Hunters con la esperanza de descubrir la verdad sobre su identidad y su pasado. Por su parte, Ashe (アッシュ Asshu?) es una joven humana y una de los miembros más hábiles de los Hunters. Durante un ataque a una nave de Raiders, se enfrentó a Prometheus, y fue dejada inconsciente.
A salvo en el Campamento Hunter, Grey y Ashe son asignados para proteger un poderoso Biometal de los Raiders mientras se lo transporta a los cuarteles generales de Legión. El Biometal es conocido como Model A, el único biometal que no está basado en un personaje de Megaman Zero, sino que se basa en Axl (aunque se averigüe más tarde que fue creado por Master Albert), y cuando un grupo de Mavericks, liderados por Prometheus (プロメテ Puromete?) y Pandora (パンドラ?) atacan el tren de carga que lleva el Biometal, este se fusiona con ellos. Model A es muy valioso por su habilidad llamada A-Trans, que le permite imitar la forma y habilidades de otras formas de vida como Mavericks y Biometals (esto se asemeja a la habilidad de Axl de copiar las abilidades de cualquier forma de vida). Al obtener este poder, Grey y Ashe son enlistados por la sabia trinidad (三賢人 San Kenjin?,  lit. los tres sabios): Master Thomas (マスター・トーマス Masutā Tōmasu?), Master Albert (マスター・アルバート Masutā Arubāto?) y Master Mikhail (マスター・ミハイル Masutā Mihairu?) para detener los ataques Maverick e investigar el misterio detrás del Model W, pero desgraciadamente, el tren es dañado en combate contra uno de los Pseudoroids. 
Por el camino, Grey y Ashe se topan continuamente con Pandora y Prometheus, al igual que con cuatro Mega Men llamados los elegidos o los Chosed One que usan cuatro de los Biometals del primer ZX. Ellos son: Aeolus (ヘリオス Heriosu?, Helios en la versión japonesa), quien porta el Model H, Atlas (アトラス Atorasu?), quien porta el Model F, Thetis (テティス Tetisu?), quien porta el Model L y Siarnaq (シャルナク Sharunaku?), quien porta el Model P. Todos ellos están involucrados en una enorme trama llamada "El Juego del Destino" el cual supuestamente determinará quién gobernará al mundo. Además, ciertas zonas son interceptadas por 8 Pseudoroids.
Con el tren reparado, Grey y Ashe parten a la Base de Legión pero descubren que Albert es quien está detrás de todo, incluyendo el "Juego del Destino", ya que planea acabar con el mundo como lo conocemos e iniciar uno nuevo, y más aún, él parece saber mucho acerca del pasado de nuestros protagonistas. A lo largo de la historia, conforme el Model A copia los datos de los Pseudoroids y otros Biometals, comienza a hacerse más y más claro cuál es la verdadera razón de su creación y quién lo hizo.
Cuando un ataque Maverick comienza a aproximarse al Campamento Hunter, Grey y Ashe van a investigar, con la esperanza de obtener un fragmento del Model W para analizarlo y saber como destruirlo. Sorprendentemente, en la Cantera descubren que gran parte de los Mavericks han sido destruidos, y se preguntan quién pudo haberlo hecho, después de todo nadie que siguiera a Albert tendría que molestarse en acabar a los Mavericks. Finalmente, al llegar con otro fragmento del Model W, descubren a Vent y Aile a quienes se enfrentan a causa de un malentendido. Tras el combate, Vent y Aile explican que en realidad ellos buscaban esos fragmentos, no para usarlos, sino para destruirlos, y unen fuerzas con Grey y Ashe ya que comparten la misma meta.
En un último enfrentamiento en el Volcán Submarino, Pandora y Prometheus, quienes aparentemente seguían a Albert, les revelan a nuestros héroes que en realidad estaban planeando terminar con él desde hacía mucho tiempo, ya que los mantenía bajo su control al darles períodos de vida limitados y forzándolos a ir a cápsulas de mantenimiento para mantenerse con vida. Sin embargo, cuando creen que lo han logrado, el Model W absorbe todo el odio que llevaban dentro, aparentemente matándolos en el proceso. Albert combina todos los fragmentos del Model W para formar el Biometal supremo, Ouroboros, el cual se eleva hacia el cielo y comienza a causar estragos.
De regreso en el campamento de los Hunters, Grey y Ashe se encuentran nuevamente con Vent y Aile, quienes les revelan su plan: usar la Base de los Guardianes para abordar Ouroboros y acabar con Albert de una vez por todas. Con ayuda de algunos Hunters, y tras recibir una autorización oficial de parte de Master Thomas, se dirigen a atacar Ouroboros.
Casi llegando hasta donde se encuentra Albert, tras derrotar a los Pseudoroids, son detenidos por los elegidos. Grey y Ashe intentan razonar con ellos, diciéndoles que Albert simplemente los está utilizando, pero es inútil. Vent y Aile aparecen para ayudarles, diciéndoles que sigan adelante y acaben con Albert, mientras se enfrentan a ellos para recuperar los Biometals robados.
Grey y Ashe se enfrentan a Albert, quien revela tener la misma habilidad A-Trans del Model A, pero los desafía a que lleguen hasta él para revelarles la verdad. Grey y Ashe finalmente lo logran, y descubren la verdad: Model A era una copia de seguridad de sus habilidades que Albert había creado para futuro uso, y además, resulta ser que Grey y Ashe contienen su información genética (Grey fue creado para usarse como cuerpo de emergencia para Albert, y Ashe es una descendiente lejana de la familia que Albert abandonó tras convertirse en un integrante de la sabia trinidad). Pero a estas alturas, poco les importa su relación con Albert, y finalmente tras un esfuerzo supremo logran derrotarlo, diciéndole que no permitirán que él decida su destino, ni el del mundo. Tras la muerte de Albert, Ouroboros comienza a caer, pero exhaustos por la pelea, Grey y Ashe colapsan y no logran escapar.
Mientras tanto, Vent y Aile continúan enfrentándose a los elegidos, pero en cuanto la fortaleza comienza a caer, Model Z se queda atrás para contenerlos, mientras Vent y Aile van con Model X a rescatar a Grey y Ashe.
Grey y Ashe despiertan en el campamento de los Hunters, y al salir son recibidos por Vent y Aile, que recuperarón el biometal Z. Ouroboros cayó en pedazos hacia el mar, y ya no hay rastro del Model W en ninguna parte. Tras darse las gracias por su apoyo, Grey y Ashe se despiden de Vent y Aile, prometiendo volver a verse algún día. 
Pero, al terminar el juego en Maniac, Thomas parece querer continuar con la labor de Albert... Cuando están solos Thomas y Mikhail, Thomas le cuenta que tanto él como Albert hicieron una apuesta el cual Albert eligió usar el Model W cuando estaba vivo. Thomas, por su parte, eligió otro método pero cumpliendo el mismo objetivo, es ahí es cuando llegan los elegidos que sobrevivierón a la caída de Ouroboros, y el objetivo era: "Este mundo tiene que recomenzar de cero". Según parece, las cosas no han terminado... (Se esperaba tener secuela que, finalmente, no se concretó).

## Personajes

### Protagonistas
- Grey: Niño reploid que se encontraba en un estado de hibernación/criogénico en un laboratorio, y fue despertado accidentalmente por unos Hunters que merodeaban en el lugar. Apenas despierta es atacado por Pandora. Grey despierta sin saber nada de su pasado, mientras Pandora le dice su nombre y le menciona que es un experimento Rockman fallido. Grey escapa y logra hacer posesión de un Buster de un hunter caído. Su HUD es detectado como "Re".
- Ashe: Chica de 15 años muy testaruda, hunter sin dinero que consigue trabajo para Legión, organización encargada de custodiar y controlar todos los asuntos del mundo. En una misión encargada por Legions, nuestra protagonista se encuentra en una misión de recuperar el "Biometal A", el cual, había sido robado por un Hunter. En su misión, se cruza en su camino Prometheus, el cual, también tenía el mismo objetivo, el "Biometal A"(hecho a base de datos de Albert). Su HUD es detectado como "Hu".
- Biometal Model A: El Modelo central del juego. Tiene un Buster (que es distinto para Ashe y Grey), un ataque llamado Misiles Homming que es un disparo que persigue hasta a ocho enemigos a la vez y un Giga Attack que se llama Giga Crush (Req. todo el BM). El Buster de Ashe, la carga máxima dispara un láser largo que rebota en las superficies (tope de 2 disparos en pantalla, sin importar su carga), en el caso de Grey, el Buster dispara una bola de energía (como X, de Megaman X, cuyo tope en pantalla es de 3 disparos, sin importar su carga). El Model A posee la habilidad del A-Trans.
- Vent y Aile: Los protagonistas del juego anterior retornan como aliados en la secuela, aún utilizando los Biometals Model X y Model Z para transformarse en MegaMan Model ZX, en busca de los cuatro Biometals que les fueron robados algún tiempo antes del inicio juego. Por un malentendido se enfrentan en Cantera 2, pero tras descubrir que su meta es la misma, unen fuerzas para terminar con el "Juego del Destino" y terminar con la amenaza del Model W. Al derrotarlos, solo se puede copiar la forma ZX, debido a que los 2 biometales son portados por Aile y Vent por seguridad y revertirse al Model X. La forma ZX retiene todas las habilidades del primer ZX, incluyendo la carga de la pistola (similar al biometal A) y el sable láser de corto alcance, la espada ZX. Como novedad, los 2 ya pueden usar una de las dos técnicas provenientes de Zero y Omega juntos. Fisión es aprendida por Aile y copiada en el archivo de Grey (Aire, Abajo + Espada) y Corte en subida es aprendida por Vent y copiada en el archivo de Ashe (Arriba + Espada).
- A-Trans Modelo a: Versión de 8-Bits (la versión de NES) del Model-A. Solo dispara sin cargar ni trepar pero puede hacer la clásica barrida.

### La sabia trinidad
Master Thomas, Master Albert y Master Mikhail (nombrados así por Thomas Light, Albert Wily y Mikhail Cossack de la serie de MegaMan original) son los líderes de Legión, y se encargan de administrar todo lo relacionado con reploides y humanos. Originalmente eran seres humanos, pero se hicieron implantes cibernéticos para extender sus vidas. Albert traiciona a sus compañeros y revela ser el creador del Model W, que planea usar para "restablecer" el orden en el mundo y busca los fragmentos del Model W para crear a Ouroboros. Se revela también que Albert creó a Grey y al Model A como una especie de "respaldo" por si algo le ocurriera, y que Ashe es una descendiente suya. Albert es el antagonista de esta entrega.

### Portadores de Biometals
Estos portadores, llamados Mega Men, los elegidos o Chosed One, son elegidos por humanos y reploides (sin importar el sexaje). Al ser eliminados, pueden copiar ciertas habilidades, pero nunca obtendrán los Biometales.
- Aeolus: Actual poseedor del Model H que causa daño trueno y localizado en Ruinas Flotantes, Aeolus es un perfeccionista que considera que todos en el mundo son unos ignorantes por no comprender el significado del Model W y está jugando el Juego del Destino para eliminarlos por considerarlos un estorbo. Su nombre en la versión japonesa es Helios. Tiene dos espadas con las que ejecuta un triple ataque, puede hacer dash en el aire y planear. Su Touch-Ability es analizar enemigos, mostrando la barra HP y el punto débil. Los tornados cambian: En Grey afecta de arriba a abajo y en Ashe es de adelante a atrás.
- Atlas: Actual poseedora del Model F que causa daño fuego y localizada en Yacimiento (o Planta petrolera), Atlas es una exsoldado de un país ya extinto, que fue destruido por los Mavericks, piensa que la gente solo evoluciona a través del sufrimiento, por lo que participa en el Juego del Destino para acelerar la evolución. Tiene dos grandes busters que le permiten destruir piedras, lanzar bolas de fuego o minas, disparar arriba y destruir algunos terrenos. Su Touch-Ability es un editor de disparos. Grey lanza bolas de fuego y Ashe lanza bombas.
- Thetis: Actual poseedor del Model L que causa daño hielo y localizado en Autopista, es en apariencia un niño amable amante del mar, pero en el fondo es un ecologista extremo, y participa en el Juego del Destino ya que quiere castigar a la humanidad por contaminar el mar. Puede nadar, hacer dash en el agua y tiene una lanza como arma con la que puede crear un dragón de hielo en caso de Grey o un bloque que se convierte en varias estacas en caso de Ashe. Su Touch-Ability es un mapa que detecta objetos.
- Siarnaq: Actual poseedor del Model P, un sujeto misterioso, que habla y se comporta más como una máquina que como un hombre, aparentemente como resultado de experiencias pasadas (que incluyen haber sido traicionado y abandonado a su suerte). Si es que tiene un motivo para participar en el Juego del Destino, no se sabe cual sea. Intercepta a los personajes en la Base de Legión 1. Usa kunais a mucha velocidad, lanzar un shuriken en caso de Grey o crearse una barrera con shurikens pequeños en caso de Ashe y puede engancharse en los techos. Su Touch-Ability es un minimapa en el que los enemigos se ven como exclamaciones y atacar certeramente al pulsarlos, pero gasta BM al hacerlo. Es el mejor candidato a usar en zonas oscuras.

### Pseudoroids
- Buckfire (Deerburn (ディアバーン?) en la versión japonesa) the Gaxelleroid. Este Pseudoroide es el primero con el que te encuentras y tiene forma de Gazzela. Se encuentra en el Tren 2 y es de elemento fuego. Puede disparar 3 misiles ígneos, dos hachas, y romper objetos encima y debajo de él.
- Queenbee (Kaisermine (カイゼミーネ?) en la versión japonesa) the Hymenopteroid. Es una Pseudoroide tipo fuego y tiene forma de abeja gigante. Sus ataques de fuego los lanza desde el aire porque tiene la habilidad de volar. Además, puede levantar gigantes contenedores. Muchas veces vista con su contenedor de abejas. Su localización es en el Centro de mando 4 (anteriormente Torre de Slither Inc. en el juego anterior). Al transformar en este Pseudoroid, puede levantar objetos en los que pueda acoplarse y transportarlos. Sus contenedores no son copiados al eliminarla.
- Chronoforce (クロノフォス?) the Xiphosuroid. Este Pseudoroide es de elemento hielo y es una especie de Trilobita. Puede lanzar una especie de estalactitas de hielo y ralentizar el tiempo. Su localización está en Témpano Artíco 4. No es recomendado transformarse en este Pseudoroid fuera del agua, ya que no puede moverse ni atacar fuera del agua.
- Bifrost (バイフロスト?) the Crocoroid. Bifrost es el Pseudoroide más grande entre todo el ZX Advent y es un cocodrilo de hielo. No tiene compasión y quiere aplastar a cualquier que se interponga en su camino. Tiene pocos ataques, entre ellos un tipo de rueda con pinchos. Además, por su tamaño, puede saltar y hacer bastante daño, también abre su boca, lanza dientes de hielo o la cierra para destruir bloques. Su localización es en Lab. Biológico 3. Dos habilidades escondidas, una es saltar encima de los enemigos para aplastarlos y, la otra, un coletazo (presionar ← y luego → rápidamente, viceversa también funciona). No se puede transformar en lugares de poco espacio debido a su tamaño.
- Rospark (ローズパーク?) the Floroid. Este Pseudoroide es eléctrico y tiene forma de bulbo/rosa. Puede engancharse y moverse por las cuerdas o algún palo. Sin embargo, sus movimientos son muy limitados y lentos si no es una rosa. Se localiza en la Torre de Verdor 4. Dispara bolitas eléctricas en serie (o hacia arriba si es un bulbo) y puede atacar con látigo o usarlo para cambiar de cuerda.
- Hedgeshock (Tesrat (テスラット?) en la versión japonesa) the Erinaceroid. Este Pseudoroide anteriormente era un sistema eléctrico de seguridad. Representa a un erizo. Ataca con esferas eléctricas. Puede disparar bolas eléctricas a 5 direcciones y al hacer un dash puede dañar a los enemigos débiles. Es el más pequeño, tanto que puede pasar por lugares angostos y atravesar un pequeño bloque verde y gelatinoso. Su localización es en el Lab. misterioso 4.
- Vulturon (Condorrock (コンドロック?) en la versión japonesa) the Condoroid. Este Pseudoroide es un cóndor sin elemento que toca la guitarra. A este Pseuduroide le gusta la música y siempre viene con su guitarra. Ataca con las vibraciones y sonidos de su música terrorífica. También puede romper algunas cosas con su guitarra e invocar mecaniloides de basura. Puede mantenerse en el aire (consume BM) y quedarse pegado a las paredes, útil para mover pesas que tapan el camino. Localización: Desguace 4.
- Argoyle (アーゴイル?) y Ugoyle (ウーゴイル?) the Shisaroids. Estos Hermanos Pseudoroides son gatos sin elemento. En sus piernas tienen ruedas, que explica su dash infinito. Mientras Argoyle lanza bombas, Ugoyle va dando golpes con sus patas. Su localización se sitúa en Ruinas de la cascada 1. Cuando usas este A-Trans, te conviertes en Argoyle, pero con un ataque recargado se puede invocar a Ugoyle temporalmente y pueden hacerse combos bastantes efectivos.

### Prometheus y Pandora
En este juego se descubren los orígenes y las verdaderas intenciones de Prometheus y Pandora llamados por su Nº de serie DAN-001 y 002, respectivamente. La data del Model A revela que fueron creados como unidades hermanas por Albert para ayudarle en su propósito de encontrar al MegaMan más fuerte, para lo cual se les otorgó a cada uno un fragmento del poder del Model W. Sin embargo, debido a que tienen períodos de vida limitados se ven forzados a volver periódicamente por mantenimiento al laboratorio. En realidad, esperan el momento apropiado para revelarse contra su creador y vengarse de él por mantenerlos bajo su control. Solo se puede enfrentar una vez en batalla simúltanea.
Nota: A-Trans no copia completamente las habilidades de los enemigos, con Queenbee, por ejemplo, el panal gigante no se copia simplemente porque el panal no es forma de ella (se retira de la pantalla y, luego, regresa con otro; esto da entender que podría tener una "bodega" de panales).

## Jugabilidad
Gran parte de los elementos usados en el primer ZX son retenidos en este juego, incluyendo mundos 2D, misiones principales y secundarias. Sin embargo, se ha extendido el Mapamundi (inentendible en el primer ZX), que ahora son nombradas las direcciones. Hubo un rediseño en la interfaz, aumento de transformaciones a 16 en total y reorganización de transformaciones en la pantalla táctil (accesible en la sección Opciones).

### Otras funciones
- El usuario puede elegir dificultades al empezar:
  - NOVICE (lit. Novato en Europa): tus personajes tienen ventaja y se desactivan trampas mortales (pero no las caídas a agujeros trampa ni muertes por aplastamiento)
  - CASUAL (Reemplaza a NOVICE en Megaman Zero/ZX Legacy Collection): escenario exclusivo para los principiantes.
  - EXPERT (renombrado a NORMAL fuera de Japón): partida históricamente correcta.
  - MANIAC (renombrado a EXPERT fuera de Japón, lit. Experto en Europa): los enemigos tienen ventaja y no se puede conseguir mejoras (exc. un único subtanque), pero se puede ver el final extenso al terminar el juego.
- Los minijuegos se pueden escoger desde la pantalla de título, debido a que no hay una tienda de videojuegos del primer ZX.
  - Gem Buster ahora req. 2 jugadores.
  - Es posible desbloquear Mega Man a, imitando a la entrega de Famicom, pero con sonidos y personajes de los 2 ZX estilo 8 bits.